# Список самых высоких церквей мира
Список самых высоких церквей мира перечисляет по убывающей наиболее высокие христианские культовые сооружения, в частности, их купола или колокольни.

## Список
| Место | Высота   | Имя                                      | Изображение | Примечания | Строительство | Город           | Страна         |
| ----- | -------- | ---------------------------------------- | ----------- | --- | ------------- | --------------- | -------------- |
| 1     | 161,5 м  | Ульмский собор                           |             | Посетителям предоставляют возможность подняться на высоту 143 метра. Подъём выполняется по каменным винтовым лестницам (768 ступеней). На вершинах часто гнездятся серебристые чайки. | 1377—1890     | Ульм            | Германия       |
| 2     | 158 м    | Нотр-Дам-де-ла-Пэ                        |             | Высота включает крест на главном куполе. Самая высокая церковь за пределами Европы | 1989          | Ямусукро        | Кот-д’Ивуар    |
| 3     | 157,4 м  | Кёльнский собор                          |             | Самая высокая в мире церковь с двумя одинаковыми башнями. 533 ступени ведут на высоту 100 метров | 1248—1880     | Кёльн           | Германия       |
| 4     | 151 м    | Руанский собор                           |             | Самая высокая чугунная башня мира | 1145—1506     | Руан            | Франция        |
| 5     | 147,3 м  | Собор Святого Николая                    |             | Не восстановлен после Второй мировой войны, башня оставлена как памятник. На лифте можно подняться на смотровую площадку на высоте 76 метров | 1874          | Гамбург         | Германия       |
| 6     | 142 м    | Страсбургский собор                      |             | C 1625 по 1874 год самое высокое сооружение человечества. Смотровая площадка на высоте 66 метров, лестница насчитывает 332 ступени | 1439          | Страсбург       | Франция        |
| 7     | 141,5 м  | Базилика Пресвятой Богородицы Лихеньской |             | Самая высокая церковь, построенная в XXI веке, и самая высокая церковь Восточной Европы | 2004          | Лихень Стары    | Польша         |
| 8     | 138,0 м  | Храм Святого Семейства                   |             | Строительство храмa было начато в 1882 году и до сих пор не завершено. | с 1882        | Барселона       | Испания        |
| 9     | 136,6 м  | Собор Святого Петра                      |             | Смотровая площадка на куполе на высоте 120 метров | 1626          | Ватикан         | Ватикан        |
| 10    | 136,4 м  | Собор Святого Стефана                    |             | Смотровая площадка на высоте 67 метров. Лестница насчитывает 343 ступени | 1433          | Вена            | Австрия        |
| 11    | 134,8 м  | Новый собор в Линце                      |             | | 1924          | Линц            | Австрия        |
| 12    | 132,2 м  | Церковь Святого Петра                    |             | Первая постройка в 1516 году. Восстановлен после Гамбургского пожара. Верхний ярус смотровой площадки на высоте 123 метра. Лестница насчитывает 544 ступени | 1878          | Гамбург         | Германия       |
| 13    | 132,1 м  | Церковь Святого Михаила                  |             | Называется в просторечии «Михелем». Смотровая площадка на высоте 106 метров. Подъём на лифте или по лестнице (453 ступени) | 1786          | Гамбург         | Германия       |
| 14    | 130,6 м  | Собор Святого Мартина                    |             | | 1500          | Ландсхут        | Германия       |
| 15    | 129 м    | Ораторий Святого Иосифа                  |             | Самая высокая церковь Нового Света | 1917—1967     | Монреаль        | Канада         |
| 16    | 125,4 м  | Церковь Святого Якоба                    |             | | 1962          | Гамбург         | Германия       |
| 17    | 124,9 м  | Церковь Святой Марии                     |             | | 1350          | Любек           | Германия       |
| 18    | 124 м    | Собор в Маринге                          |             | Самая высокая церковь Южной Америки | 1959—1972     | Маринга         | Бразилия       |
| 19    | 123,7 м  | Церковь Святого Олафа                    |             | На рубеже XVI века высота достигала 159 метров, что позволило ей считаться самым высоким сооружением в мире с 1549 г, когда обрушилась башня Линкольнского собора, до собственного несчастья, пожара в 1625 г. Смотровая площадка на высоте около 60 метров. Лестница насчитывает 232 ступени | 1267          | Таллин          | Эстония        |
| 20    | 123,5 м  | Церковь Святого Петра                    |             | В XVIII веке шпиль церкви являлся самым высоким деревянным шпилем Европы. Смотровая площадка на высоте 71 метр. | 1209—1690     | Рига            | Латвия         |
| 21    | 123,1 м  | Солсберийский собор                      |             | | 1220—1258     | Солсбери        | Великобритания |
| 22    | 123 м    | Собор Антверпенской Богоматери           |             | | 1521          | Антверпен       | Бельгия        |
| 23    | 122,5 м  | Петропавловский собор                    |             | | 1712—1733     | Санкт-Петербург | Россия         |
| 24    | 122,3 м  | Церковь Богоматери                       |             | В церкви находится мраморная статуя Богоматери с младенцем работы Микеланджело. | 1320          | Брюгге          | Бельгия        |
| 25    | 121 м    | Базилика Сан-Гауденцио                   |             | | 1577—1690     | Новара          | Италия         |
| 26    | 119,8 м  | Риверсайдская церковь                    |             | | 1927—1930     | Нью-Йорк        | США            |
| 27    | 118,7 м  | Кафедральный собор Уппсалы               |             | | 1287—1435     | Уппсала         | Швеция         |
| 28    | 117,5 м  | Кафедральный собор Шверина               |             | | 1889—1892     | Шверин          | Германия       |
| 29    | 117 м    | Церковь Святого Петра                    |             | | 1500—1578     | Росток          | Германия       |
| 30    | 116,7 м  | Церковь Святой Екатерины                 |             | | 1657          | Гамбург         | Германия       |
| 31    | 116 м    | Фрайбургский мюнстер                     |             | | 1200—1513     | Фрайбург        | Германия       |
| 32—33 | 115 м    | Шартрский собор                          |             | | 1194—1220     | Шартр           | Франция        |
| 32—33 | 115 м    | Basílica del Voto Nacional               |             | | 1892—1901     | Кито            | Эквадор        |
| 34    | 114,67 м | Любекский собор                          |             | | 1230          | Любек           | Германия       |
| 35    | 114,60 м | Базилика Святого Михаила                 |             | | 1869          | Бордо           | Франция        |
| 36—37 | 114,5 м  | Церковь Святого Андрея                   |             | | 1887          | Хильдесхайм     | Германия       |
| 36—37 | 114,5 м  | Санта-Мария-дель-Фьоре                   |             | | 1296—1436     | Флоренция       | Италия         |
| 38    | 112,7 м  | Амьенский собор                          |             | | 1220—1528     | Амьен           | Франция        |